# Dehaq
Dehaq (persiska: دهق) är en ort i Iran.   Den ligger i provinsen Esfahan, i den centrala delen av landet, 290 km söder om huvudstaden Teheran. Dehaq ligger 1 949 meter över havet och antalet invånare är 7 828.
Terrängen runt Dehaq är platt åt sydväst, men åt nordost är den kuperad. Runt Dehaq är det ganska tätbefolkat, med 90 invånare per kvadratkilometer. Dehaq är det största samhället i trakten. Trakten runt Dehaq är ofruktbar med lite eller ingen växtlighet.